# Liste der Bodendenkmäler in Bruckberg (Niederbayern)
Auf dieser Seite sind die Bodendenkmäler in der niederbayerischen Gemeinde Bruckberg zusammengestellt. Diese Tabelle ist eine Teilliste der Liste der Bodendenkmäler in Bayern. Grundlage ist die Bayerische Denkmalliste, die auf Basis des Bayerischen Denkmalschutzgesetzes vom 1. Oktober 1973 erstmals erstellt wurde und seither durch das Bayerische Landesamt für Denkmalpflege geführt wird. Die folgenden Angaben ersetzen nicht die rechtsverbindliche Auskunft der Denkmalschutzbehörde.

## Bodendenkmäler in Bruckberg
| Lage       | Objekt | Akten-Nr.     | Bild |
| ---------- | --- | ------------- | ---- |
| (Standort) | Frühmittelalterliche Abschnittsbefestigung „Altes Schloss“. | D-2-7437-0001 |      |
| (Standort) | Siedlung des Neolithikums, u. a. der Linear- und Stichbandkeramik/Gruppe Oberlauterbach sowie der Münchshöfener Gruppe. | D-2-7437-0002 |      |
| (Standort) | Villa rustica der römischen Kaiserzeit. | D-2-7437-0003 |      |
| (Standort) | Siedlung vor- und frühgeschichtlicher Zeitstellung. | D-2-7437-0004 |      |
| (Standort) | Siedlung vor- und frühgeschichtlicher Zeitstellung. | D-2-7437-0005 |      |
| (Standort) | Ehemalige Straße vor- und frühgeschichtlicher bzw. mittelalterlicher Zeitstellung. | D-2-7437-0006 |      |
| (Standort) | Siedlung vor- und frühgeschichtlicher Zeitstellung. | D-2-7437-0007 |      |
| (Standort) | Grabhügel vorgeschichtlicher Zeitstellung. | D-2-7437-0009 |      |
| (Standort) | Burgstall des Mittelalters. | D-2-7437-0010 |      |
| (Standort) | Abschnittsbefestigung vor- und frühgeschichtlicher Zeitstellung mit Wall und Graben. | D-2-7437-0011 |      |
| (Standort) | Grabhügel vorgeschichtlicher Zeitstellung. | D-2-7437-0012 |      |
| (Standort) | Grabhügel vorgeschichtlicher Zeitstellung. | D-2-7437-0013 |      |
| (Standort) | Ebenerdiger Ansitz des Mittelalters. | D-2-7437-0014 |      |
| (Standort) | Verebnete Grabhügel vorgeschichtlicher Zeitstellung. Siedlung der mittleren Bronzezeit. Bestattungsplatz der Glockenbecherkultur. | D-2-7437-0015 |      |
| (Standort) | Erdstall mittelalterlich-neuzeitlicher Zeitstellung. | D-2-7437-0016 |      |
| (Standort) | Siedlung vor- und frühgeschichtlicher Zeitstellung. | D-2-7437-0018 |      |
| (Standort) | Siedlung vor- und frühgeschichtlicher Zeitstellung. | D-2-7437-0019 |      |
| (Standort) | Verebnete Grabhügel vorgeschichtlicher Zeitstellung. | D-2-7437-0020 |      |
| (Standort) | Siedlung vor- und frühgeschichtlicher Zeitstellung. | D-2-7437-0042 |      |
| (Standort) | Untertägige mittelalterliche und frühneuzeitliche Befunde im Bereich der katholischen Filialkirche St. Paul in Bruckberg, darunter Spuren von Vorgängerbauten bzw. älteren Bauphasen. | D-2-7437-0044 |      |
| (Standort) | Siedlung des Neolithikums. | D-2-7437-0045 |      |
| (Standort) | Romanischer Vorgängerbau der Schlosskapelle St. Nikolaus. | D-2-7437-0046 |      |
| (Standort) | Siedlung des Mittelneolithikums, der frühen Bronzezeit und der Urnenfelderzeit. | D-2-7437-0047 |      |
| (Standort) | Untertägige mittelalterliche und frühneuzeitliche Befunde im Bereich der katholischen Kirche St. Laurentius in Engelsdorf, darunter Spuren von Vorgängerbauten bzw. älteren Bauphasen.                                                                                                   | D-2-7437-0068 |      |
| (Standort) | Untertägige mittelalterliche und frühneuzeitliche Befunde im Bereich der katholischen Filialkirche Mariä Himmelfahrt in Pörndorf, darunter die Spuren von Vorgängerbauten bzw. älterer Bauphasen.                                                                                        | D-2-7437-0070 |      |
| (Standort) | Untertägige mittelalterliche und frühneuzeitliche Befunde im Bereich der katholischen Kirche St. Johann Baptist in Eggersdorf, darunter Spuren von Vorgängerbauten bzw. älteren Bauphasen.                                                                                               | D-2-7437-0072 |      |
| (Standort) | Untertägige mittelalterliche und frühneuzeitliche Befunde im Bereich des Schlosses von Bruckberg mit Schlosskapelle, ehem. Wassergraben, einstmaligen Nebengebäuden und Gartenanlagen und darunter die Spuren von Vorgängerbauten bzw. älteren Bauphasen und abgegangenen Gebäudeteilen. | D-2-7437-0077 |      |
| (Standort) | Spätmittelalterliche bis frühneuzeitliche Ziegelbrennöfen. | D-2-7437-0079 |      |
| (Standort) | Siedlung vor- und frühgeschichtlicher Zeitstellung. | D-2-7438-0158 |      |
| (Standort) | Grabhügel vorgeschichtlicher Zeitstellung. | D-2-7438-0159 |      |
| (Standort) | Siedlung vor- und frühgeschichtlicher Zeitstellung. | D-2-7438-0160 |      |
| (Standort) | Grabhügel vorgeschichtlicher Zeitstellung. | D-2-7438-0161 |      |
| (Standort) | Grabhügel der Hallstattzeit. | D-2-7438-0162 |      |
| (Standort) | Siedlung vorgeschichtlicher Zeitstellung, u. a. des Neolithikums. | D-2-7438-0163 |      |
| (Standort) | Siedlung und verebnetes Grabenwerk der Hallstattzeit. | D-2-7438-0164 |      |
| (Standort) | Siedlung des Neolithikums, u. a. der ältesten Linearbandkeramik, der Münchshöfener Gruppe und des Jungneolithikums, sowie der Bronze-, Hallstatt- und Latènezeit. | D-2-7438-0165 |      |
| (Standort) | Siedlung vor- und frühgeschichtlicher Zeitstellung. | D-2-7438-0166 |      |
| (Standort) | Siedlung vor- und frühgeschichtlicher Zeitstellung. | D-2-7438-0167 |      |
| (Standort) | Siedlung vor- und frühgeschichtlicher Zeitstellung. | D-2-7438-0168 |      |
| (Standort) | Siedlung vor- und frühgeschichtlicher Zeitstellung. | D-2-7438-0170 |      |
| (Standort) | Siedlung vor- und frühgeschichtlicher Zeitstellung. | D-2-7438-0171 |      |
| (Standort) | Siedlung vor- und frühgeschichtlicher Zeitstellung. | D-2-7438-0172 |      |
| (Standort) | Siedlung vor- und frühgeschichtlicher Zeitstellung. | D-2-7438-0173 |      |
| (Standort) | Siedlung vor- und frühgeschichtlicher Zeitstellung. | D-2-7438-0176 |      |
| (Standort) | Siedlung des Neolithikums, u. a. des Mittelneolithikums, der mittleren Bronzezeit, der Latènezeit und des Mittelalters. | D-2-7438-0177 |      |
| (Standort) | Siedlung vor- und frühgeschichtlicher Zeitstellung. | D-2-7438-0178 |      |
| (Standort) | Verebnete Grabhügel vorgeschichtlicher Zeitstellung. | D-2-7438-0179 |      |
| (Standort) | Verebnete Grabhügel vorgeschichtlicher Zeitstellung. | D-2-7438-0180 |      |
| (Standort) | Verebnete Viereckschanze der späten Latènezeit. | D-2-7438-0181 |      |
| (Standort) | Verebnete Grabhügel vorgeschichtlicher Zeitstellung. | D-2-7438-0182 |      |
| (Standort) | Siedlung vor- und frühgeschichtlicher Zeitstellung. | D-2-7438-0183 |      |
| (Standort) | Grabhügel vorgeschichtlicher Zeitstellung. | D-2-7438-0184 |      |
| (Standort) | Grabhügel vorgeschichtlicher Zeitstellung. | D-2-7438-0185 |      |
| (Standort) | Körpergräber vor- und frühgeschichtlicher Zeitstellung. | D-2-7438-0186 |      |
| (Standort) | Verebnete Grabhügel vorgeschichtlicher Zeitstellung. | D-2-7438-0187 |      |
| (Standort) | Verebneter Grabhügel vorgeschichtlicher Zeitstellung. | D-2-7438-0188 |      |
| (Standort) | Ehemalige Straße vor- und frühgeschichtlicher Zeitstellung. | D-2-7438-0189 |      |
| (Standort) | Verebneter Grabhügel vorgeschichtlicher Zeitstellung. | D-2-7438-0190 |      |
| (Standort) | Verebnete Grabhügel vorgeschichtlicher Zeitstellung. | D-2-7438-0191 |      |
| (Standort) | Siedlung vor- und frühgeschichtlicher Zeitstellung. | D-2-7438-0192 |      |
| (Standort) | Körpergräber vor- und frühgeschichtlicher Zeitstellung. | D-2-7438-0194 |      |
| (Standort) | Verebnete Viereckschanze der späten Latènezeit. | D-2-7438-0324 |      |
| (Standort) | Siedlung des Neolithikums, der Latènezeit und der römischen Kaiserzeit. | D-2-7438-0411 |      |
| (Standort) | Untertägige mittelalterliche und frühneuzeitliche Befunde im Bereich der katholischen Pfarrkirche St. Peter und ihres mittelalterlichen Vorgängerbaus in Gündlkofen, darunter ein frühneuzeitlicher Friedhof.                                                                            | D-2-7438-0417 |      |
| (Standort) | Untertägige mittelalterliche und frühneuzeitliche Befunde im Bereich der katholischen Filialkirche St. Stephan in Attenhausen, darunter Spuren von Vorgängerbauten bzw. älteren Bauphasen.                                                                                               | D-2-7438-0441 |      |
| (Standort) | Untertägige mittelalterliche und frühneuzeitliche Befunde im Bereich der katholischen Filialkirche St. Gallus in Beutelhausen, darunter Spuren von Vorgängerbauten bzw. älteren Bauphasen.                                                                                               | D-2-7438-0443 |      |
| (Standort) | Untertägige mittelalterliche und frühneuzeitliche Befunde im Bereich der katholischen Filialkirche St. Lorenz und Ulrich in Reichersdorf, darunter Spuren von Vorgängerbauten bzw. älteren Bauphasen.                                                                                    | D-2-7438-0445 |      |
| (Standort) | Untertägige mittelalterliche und frühneuzeitliche Befunde im Bereich der katholischen Pfarrkirche St. Michael in Tondorf, darunter Spuren von Vorgängerbauten bzw. älteren Bauphasen. | D-2-7438-0447 |      |
| (Standort) | Siedlung des Mittelalters. | D-2-7438-0455 |      |
| (Standort) | Verebnete Grabhügel vorgeschichtlicher Zeitstellung. | D-2-7438-0470 |      |